# زوحناوات
الزوحناوات (الاسم العلمي: Clerinae)، فُصيلة حشرات خنفسية من فصيلة بوقيات ضارية.